# Bertus Caldenhove
Bernardus Joannes « Bertus » Caldenhove (né le 19 janvier 1914 à Amsterdam et mort le 30 juillet 1983 dans la même ville) était un footballeur néerlandais.

## Biographie

### Club
Cet arrière gauche évolue durant toute sa carrière dans le club néerlandais de Door Wilskracht Sterk Amsterdam, équipe de sa ville natale.

### International
Il fait ses débuts internationaux le 31 mars 1935 lors d'un match contre la Belgique. Il joue en tout 25 matchs entre 1935 et 1940 (son dernier match est le 17 mars 1940 encore contre la Belgique).